# Nepřítel lidu (Ibsen)
Nepřítel lidu (Folkefiende) (1882) je drama norského dramatika a básníka Henrika Ibsena. Ibsen na hře pracoval od roku 1880 do 1882. Práci však přerušil, aby napsal jiné drama Přízraky (1881). Nepřítel lidu poprvé vyšel 28. listopadu 1882 v Kodani u Ibsenova dvorního nakladatele Hegela. Světová premiéra této hry proběhla 13. ledna 1883 v Christianském divadle (Christiania Theater).
Toto drama pojednává o lékaři Stockmannovi, zakladateli úspěšných lázní, který zjistí, že se v lázních vyskytla choroba kvůli koželužně jeho tchána, která znečistila pitnou vodu. Je nutno vybudovat nový vodovod a Stockmann chce dát varovnou zprávu do novin. To se mu ale nepovede, jeho tchán, většinový akcionář v lázních, ho vyžene. Stockmann je označen za nepřítele lidu, jeho dům je zničen, děti vyloučeny ze školy. Tak prchá do jiného města.
Hra se řadí k Ibsenovým tzv. společenským dramatům, mezi která dále patří například Opory společnosti, Domeček pro panenky nebo Přízraky. Toto období Ibsenovy dramatické tvorby na konci sedmdesátých a začátku osmdesátých let 19. století znamenalo přechod od dřívější lyričnosti, romantismu či symbolismu v jeho dílech k zásadní kritičnosti. Pod vlivem více faktorů začíná psát realistické hry ze současnosti s cílem odhalit pokrytectví, zkostnatělost a pokřivenou maloměšťáckou morálku. Zásadním Ibsenovým formálním přínosem světovému dramatu bylo zdokonalení analytické metody, tedy postupného přirozeného odhalování minulosti, jež použil i v Nepříteli lidu.
Hru charakterizuje konflikt jedince a společnosti, což je příznačné pro všechna Ibsenova společenská dramata. Ibsen tematizuje obhajobu pravdy a boj proti lži. Realističnosti dosahuje dramatickou soustředěností: děj se odehrává na jednom místě během krátké doby a mezi několika málo postavami.
Ve srovnání s ostatními Ibsenovými hrami má Nepřítel lidu poměrně jednoduchou zápletku, která slouží k přímočarému sdělení. Tématem politického boje navazuje na dřívější hru Spolek mladých. Ideovou provázanost s touto hrou Ibsen vyjadřuje i užitím některých postav z této hry.

## Název hry
„Nepřítel lidu“ není jen ironické označení hlavního hrdiny, které vyplývá z děje dramatu. Ibsen si svými kritickými díly znepřátelil většinu norské společnosti, která jej tím pádem stíhala projevy nevole. Zároveň je tedy název i symbolickou narážkou na Ibsenovo postavení v době, kdy byl označován za „nepřítele národa“.

## Hlavní postava
Hlavní postavou je lázeňský lékař Tomáš Stockmann. Spojitost se samotným Ibsenem je patrná už ze jména postavy. Stockmannsgaard bylo označení domu Ibsenových rodičů, ve kterém dramatik vyrostl. Stock však znamená i hůl, v přeneseném významu lze dané příjmení vykládat jako symbolické označení muže pevného v názorech a neohebného jako hůl. Ve hře najdeme i další tzv. mluvící jména. Například Hovstad, na rozdíl od doktora postava velmi ohebná, znamená v češtině služebný. Dále Billing jakožto laciný. V otázce inspiračních zdrojů, které posloužily jako předloha dějové zápletky Ibsenova dramatu, je zajímavá možná souvislost s Čechami. Někteří badatelé upozorňují na podobnost fabule Nepřítele lidu s případem lékaře teplických lázní Eduarda Meissnera, který byl téměř totožný s osudem Stockmannovým.

## Dramatická forma
Hra má pět dějství, vystupuje v ní jedenáct postav, většinou příslušníci Stockmannovy rodiny nebo městští hodnostáři. Ovšem při schůzi občanů je přítomno větší množství osob pro znázornění společnosti obce. Místem dramatu je malé pobřežní lázeňské městečko na jihu Norska.
Lékař Stockmann, který kdysi objevil léčivé účinky zdejší vody, přináší důkazy o jejím znečištění, jež má škodlivé účinky na pacienty. Situaci by vyřešilo přebudování vodovodu. To by ovšem způsobilo velké finanční výdaje města a současně ztráty. Proto, když se o doktorovu objevu dozví zbytek obce, snaží se jej utajit. Na přístupu jednotlivých postav se ve většině vyjevuje jejich přizpůsobivá, bezcharakterní a vypočítavá povaha. V menšině pak snaha obhájit pravdu a zachovat si tak mravní integritu. Doktorovým antagonistou je jeho bratr Petr Stockmann, starosta. V rámci ideové struktury hry tak bratři stojí proti sobě. Zatímco Tomáš představuje pravdu, Petr se svou svým ryze účelovým smýšlením symbolizuje lež a přetvářku.
Hlavní postava prochází zásadním vývojem. Z oblíbeného a váženého lékaře se stává v závěru dramatu prakticky člověkem vyloučeným ze společnosti, ale přesto zůstává morálně nezlomen a chce pokračovat v boji proti zkostnatělosti maloměstského smýšlení.
Hrdina zde posloužil autorovi k přímé argumentaci jeho myšlenek a názorů. To mu také umožnila zvolená dramatická koncepce. Z konkrétního případu se stává celospolečenský problém. Závadnost léčivé vody ohrožuje prosperitu lázní a tím pádem všech jejích obyvatel. Problém se stane ohniskem konfliktu, na jeho základě dojde zobecněním k argumentaci politických idejí. Tato všeobecná platnost zajišťuje dramatu nadčasovost a přenosnost hry do současnosti bez potřeby zásadnější aktualizace.
Problém je projednáván prostřednictvím debaty na veřejné schůzi či reflektován v doktorově řečnickém proslovu. Tyto formy připouštějí přímé formulování stanovisek a idejí. Proklamace tezí se tak stává organickým prostředkem hry. Boj idejí je vnitřním dějem dramatu. Zkaženost lázeňské vody však Ibsenovi také slouží jako metafora pro vyjádření stavu společnosti.
Doktor Stockmann je během hry konfrontován s politickou mašinérií a demaskují se před ním příslušníci různých společenských stavů. On sám se pak jeví jako ryzí idealista, naivní v tom smyslu, že si zpočátku není vědom problematiky střetu zájmů a skrytých politicko-hospodářských machinací, na nichž je založeno fungování dané maloměstské společnosti. Myslí si, že za svůj objev škodlivosti léčebné vody bude oslavován. Když však pochopí, že se všichni snaží v zájmu veřejného blaha případ ututlat, nastoupí cestu osobního boje za pravdu. Stojí sám proti všem i za cenu veřejného opovržení a existenční nouze, která postihne celou jeho rodinu. Tím se ve hře nastoluje polemické téma vypjatého individualismu, jímž se Ibsen zabýval už v předešlých hrách.

## České překlady
První český překlad od Elišky Peškové byl vydán šest let po norském originálu, tedy roku 1888 v rámci edice Divadlo Ochotnické. Nepřítele lidu do češtiny přeložili: Jakub Arbes, Eliška Pešková, Milada Lesná-Krausová, František Vrba (z angličtiny), František Fröhlich.

## Česká uvedení
- Prozatímní Národní divadlo v Brně (Divadelní společnost Pavla Švandy ze Semčic) – premiéra 6. října 1887, režie Pavel Švanda
- Národní divadlo – premiéra 11. května 1891, režie Josef Šmaha
- Zemské divadlo v Brně – premiéra 14. dubna 1937, režie Jan Škoda
- Beskydské divadlo Nový Jičín – premiéra 4. květen 1963, režie Vladimír Semrád
- Západočeské divadlo v Chebu – premiéra 27. dubna 1968, režie Karel Novák
- Státní divadlo Brno – premiéra 24. ledna 1986, režie Alois Hajda
- Český rozhlas – premiéra 7. září 1996, režie Hana Kofránková
- Národní divadlo moravskoslezské (Divadlo Jiřího Myrona) – premiéra 27. března 1999, režie Zdeněk Kaloč j. h.
- Národní divadlo – premiéra 26. února 2009, režie Ivan Rajmont
- Činoherní studio Ústí nad Labem – premiéra 14. října 2011, režie Filip Nuckolls[2]
- Divadlo na Vinohradech - premiéra 14. února 2016, režie Juraj Deák, hlavní role Igor Bareš
- Slovácké divadlo - premiéra 9. dubna 2016, režie Zdeněk Dušek, hlavní role Tomáš Šulaj